# Gelis annulatus
Gelis annulatus là một loài tò vò trong họ Ichneumonidae.